# Itabaiana Coritiba FBC
Itabaiana Coritiba FBC is een Braziliaanse voetbalclub uit Itabaiana in de staat Sergipe.

## Geschiedenis
De club werd op 14 september 1972 opgericht en werd vernoemd naar de club Coritiba Foot Ball Club uit de staat Paraná.

### Voetbal
Ze wonnen de Campeonato Sergipano Série A2 in 1998 en 2013

### Futsal
Coritiba won de Campeonato Sergipano de Futsal in 1993, 1994, 1995, 1996, 1997, 1998 en in 1999 de Liga Norte-Nordeste de Futsal in 1998, en de Copa do Nordeste de Futsal in 1999.

## Honours

### Voetbal
- Campeonato Sergipano Série A2:
  - Winnaars (2): 1998,2013

### Futsal
- Liga Norte-Nordeste de Futsal:
  - Winnaars (1): 1998
- Copa do Nordeste de Futsal:
  - Winnaars (1): 1999
- Campeonato Sergipano de Futsal:
  - Winnaars (7): 1993, 1994, 1995, 1996, 1997, 1998, 1999